# Music for the Head Ballet
Music for the Head Ballet is een studioalbum van de Nederlandse muziekgroep Beequeen. Het originele muziekalbum kwam uit in 1996. Het ambientgeluid van Music for the Head Ballet is lang zo agressief niet meer als hun vorige albums. Het is nu langzaam voortkabbelende ambient, die langzaam door crescendo de ruimte instroomt, vervolgens een behoorlijk aantal minuten aanhoudt en dan door decrescendo de ruimte weer verlaat. Het album kreeg aardige recensies, het verscheen op het kleine platenlabel Isomorphic Records, dat nu is verdwenen. Echt verkopen kon het album niet, er verschenen maar 936 exemplaren. Infraction Records bracht het in 2005 opnieuw uit en ook toen haalde het geen enkele albumlijst. De heruitgave vond namelijk plaats in een aantal van 500 exemplaren. Frank de Waard en Freek Kinkelaar speelden de instrumenten en de elektronica.

## Nummers
1. Days that never were (21:43)
2. These foolish things (20:20)
3. White feathers on a dish, used to erect the pyramids (10:33)
4. Remind me of you (13:39), alleen op de 2e persing